# Distrikt Chacas
Der Distrikt Chacas liegt in der Provinz Asunción in der Region Ancash in West-Peru. Der Distrikt wurde im Jahr 1824 gegründet. Er besitzt eine Fläche von 451 km². Beim Zensus 2017 wurden 4835 Einwohner gezählt. Im Jahr 1993 lag die Einwohnerzahl bei 5134, im Jahr 2007 bei 5334. Die Distriktverwaltung befindet sich in der 3359 m hoch gelegenen Provinzhauptstadt Chacas mit 2067 Einwohnern (Stand 2017).

## Geographische Lage
Der Distrikt Chacas liegt an der Ostflanke der Cordillera Blanca und erstreckt sich über den Süden der Provinz Asunción. Der Río Chucpin entwässert das Areal nach Norden. Entlang der westlichen Distriktgrenze verläuft der Hauptkamm der Cordillera Blanca mit den Gipfeln Nevado Ulta, Nevado Chajiaco, Nevado Yahuina, Nevado Copa Grande, Nevado Bajococha, Nevados Pocotuyo, Nevado Tarushcancha, Nevado Pomabamba und Nevados Jacabamba.
Der Distrikt Chacas grenzt im Südwesten an den Distrikt Marcará (Provinz Carhuaz), im Westen an die Distrikte Carhuaz und Shilla (beide in der Provinz Carhuaz), im Norden an den Distrikt Acochaca, im Nordosten an den Distrikt San Luis (Provinz Carlos Fermín Fitzcarrald) sowie im Südosten an den Distrikt Huari (Provinz Huari).